# Вулиця Івана та Юрія Лип
Вулиця Івана та Юрія Лип — вулиця у місті Одеса, в мікрорайоні Південно-Західний. Починається на перетині з вул. Вадатурського і закінчується перетином із вул. Інглезі.
Вулиця виникла у 1965—1967 роках, коли проводилася активна забудова Південно-Західного мікрорайону (відомий тепер як Черемушки). Первинна назва була вулиця Гайдара, на честь радянського письменника Аркадія Гайдара, однак забудова цієї вулиці йшла повільніше, ніж решти мікрорайону, через наявність тут певної кількості озер. Так, останнє озеро довгий час існувало тут на початку вулиці, ближче до перетину з вул. Вадатурського, і мало в народі назву Гайдарівське море. Відповідно й нумерація будинків на вулиці починається тільки від перетину з вул. Філатова, оскільки будинки першого кварталу зведені пізніше й мають адреси за іншими вулицями. Ця водойма утворилася завдяки просіданню рельєфу у 1960-х роках, внаслідок активної забудови місцевості. Згодом водойму осушили і забудували.
Сучасну назву вулиця отримала 19 травня 2016 року за розпорядженням голови Одеської обладміністрації, Михеіла Саакашвілі. Названа вулиця на честь Івана Липи (батько) та Юрія Липи (син) — лікарів та політичних діячів часів Центральної Ради, які жили в Одесі (Юрій тут народився). У 1917—1918 роках Іван Липа був 1-м комісаром Одеси від Центральної ради УНР, створював в Одесі українські видавництва.

## Цікаві дані
До грудня 2012 року таку саму назву носила інша вулиця Одеси — сучасна вулиця Пішеніна. Під тиском російських націоналістів вулицю було перейменовано на честь місцевого мірошника Федора Пішеніна.